# Parti communiste ouvrier de Turquie
Le Parti communiste ouvrier de Turquie (en turc, Türkiye Komünist İşçi Partisi, TKİP) est un parti communiste turc clandestin. Il a été fondé en novembre 1998 par EKİM (octobre), un groupe issu d'une scission avec le Parti communistre révolutuionnaire de Turquie en 1988. L'EKİM était initialement connu sous le nom de Türkiye Devrimci Komünist Partisi-Leninist Kanat (Parti communiste de Turquie - léniniste).
À l'issue d'une scission en février 1999, le Mouvement révolutionnaire du peuple quitte le parti.
En 2000, plusieurs prisonniers du TKİP prennent part à une grève de la faim.
Le parti édite en outre plusieurs journaux : Ekim, Kızıl Bayrak (drapeau rouge), Ekim Gençliği (jeune octobre) et Kamu Emekçileri Bülteni (bulletin des travailleurs).